# Wifon
Przedsiębiorstwo Nagrań Wideo-Fonicznych „Wifon” – polska wytwórnia płytowa działająca w latach 1978–1996. Dyrektorem był Dariusz Retelski, kierownikiem Redakcji Programowej Korneliusz Pacuda.

## Historia
Przedsiębiorstwo Nagrań Wideo-Fonicznych „Wifon” zajmowało się działalnością wydawniczą, produkcyjną i handlową w zakresie płyt winylowych, kaset magnetofonowych i płyt kompaktowych. Od 26 marca 1992 roku prowadzony był program naprawczy przedsiębiorstwa pod nadzorem Komitetu do Spraw Radia i Telewizji i w maju 1995 został złożony wniosek o prywatyzację. Po ogłoszeniu przetargu na kupno przedsiębiorstwa zgłosiło się jedynie Polskie Radio S.A., jednak we wrześniu 1995 wycofało swoją ofertę.
Postanowieniem z dnia 29 kwietnia 1996 r. Sąd Rejonowy dla m.st. Warszawy XVII Wydział Gospodarczy ogłosił upadłość przedsiębiorstwa „Wifon” z zadłużeniem 2 mln złotych. Majątek przedsiębiorstwa został zlicytowany, właścicielem nieruchomości został Zakład Ubezpieczeń „Warta”.

## Katalog (niekompletny)

### Płyty długogrające
- LP-001 Janusz Olejniczak: Chopin 1979
- LP-002 Łucja Prus: Łucja Prus dzieciom 1978
- LP-003 Country Family: Clementine 1978
- LP-004 SBB: Welcome 1979
- LP-005 2 plus 1: Irlandzki tancerz 1979
- LP-006 Wings: Wings Greatest 1979
- LP-007 WOSPRiTV: Fryderyk Chopin – Trio g-moll op. 8 1979
- LP-008 Kaja Danczowska, Krystian Zimerman: Mozart – Sonaty 1979
- LP-009 Michael Ponti: Henryk Melcer – I Koncert fortepianowy e-moll 1980
- LP-010 André Navarra: Robert Schumann – Koncert wiolonczelowy a-moll op.129
- LP-011 Ewa Kuklińska: Boutique disco 1980
- LP-012 Krzysztof Krawczyk: Dobry stary rock 1980
- LP-013 Roman Frankl: Mężczyzna na niepogodę 1980
- LP-014 Krystyna Prońko: 1980 1980
- LP-015 Bogdan Czapiewski: Fryderyk Chopin 1979
- LP-016 Jerzy Godziszewski: Fryderyk Chopin 1980
- LP-017 Janusz Olejniczak, Stefania Toczyska: Fryderyk Chopin – Pieśni 1978
- LP-018 Łucja Prus: Łucja Prus 1980
- LP-019 Andrzej i Eliza: Od jutra już 1980
- LP-020 Janusz Olejniczak: Antologia miniatury fortepianowej
- LP-021 Marek i Wacek: Live 1980
- LP-022 Urszula Sipińska: W podróży 1981
- LP-023 Janusz Laskowski: Żółty liść 1980
- LP-024 Wojciech Gąssowski: Love me Tender 1981
- LP-025 Jan Ekier: Chopin 1981
- LP-026 Janusz Olejniczak, Peter Toperczer: Brahms – Dvorak – Tańce
- LP-027 Janusz Olejniczak, Kazimierz Kord: Mozart Symfonia C-dur K.V. 338 Rondo koncertowe A-dur K.V. i D-dur K.V. 382 1981
- LP-028 Maanam: Maanam 1981
- LP-029 Kombi: Królowie życia 1981
- LP-030 Porter Band: Mobilization 1982
- LP-032 2 plus 1: Easy Come, Easy Go 1980
- LP-033/1,2 Ewa Demarczyk: Live 1982
- LP-034 Przemysław Gintrowski, Zbigniew Łapiński: Mury[a]
- LP-035 Andrzej Rosiewicz: Dobry interes
- LP-036 Majka Jeżowska: Jadę w świat 1981
- LP-037 Józef Skrzek: Józefina 1981
- LP-038 William Wolfram: Fryderyk Chopin – IV Ballada f-moll, Mazurki op. 30
- LP-040 Bernard Ringeissen: Fryderyk Chopin – Preludia op. 28
- LP-042 różni wykonawcy: Brahms – Koncert podwójny a-moll
- LP-044 Michael Ponti: Mendelssohn
- LP-045 Vox: Monte Carlo Is Great 1981
- LP-046/1,2,3,4,5,6 Andrzej Stefański: Szymanowski – Wszystkie utwory fortepianowe
- LP-047 Country Family: 11 Ton 1982
- LP-049 Pod Budą: Postscriptum 1982
- LP-050 różni wykonawcy: Schubert
- LP-051 Halina Frąckowiak: Serca gwiazd 1983
- LP-052 Bogdan Czapiewski: Ferenc Liszt – Polonica
- LP-053 Marek Biliński: Ogród króla świtu 1983
- LP-054 Bogdan Czapiewski: Antologia etiudy fortepianowej 1983
- LP-055 Kaja Danczowska, Janusz Olejniczak: Antologia miniatury skrzypcowej 1983
- LP-056 różni wykonawcy: Joseph Haydn 1984
- LP-057 Luigi Alva: Wolfgang Amadeus Mozart – Tenorowe arie koncertowe 1983
- LP-058 Ryszard Skibiński: Ryszard „Skiba” Skibiński 1951–1983 1984
- LP-059 Orkiestra Symfoniczna Filharmonii Śląskiej pod dyr. Karola Stryja: Szymanowski – utwory symfoniczne 1985
- LP-060 Rinko Kobayashi: Mendelssohn 1984
- LP-061 Stanisław Firlej: Antologia miniatury wiolonczelowej
- LP-062 Seweryn Krajewski: Uciekaj moje serce
- LP-063/5 Jerzy Salwarowski: Karłowicz – Poematy Symfoniczne
- LP-066 Janusz Olejniczak: Chopin 1984
- LP-067 Marek Drewnowski: Ferenc Liszt – Polonica 1987
- LP-068 Jacek Skubikowski: Jedyny hotel w mieście 1984
- LP-069 Wojciech Rajski: Mozart – Divertimenti 1985
- LP-070 Wojciech Rajski: Czajkowski – Serenada 1985
- LP-071 Marek i Wacek: Marek & Vacek 1984
- LP-072 Imagination: Imagination
- LP-073 Alex Band: Alex Band i przyjaciele 1985
- LP-074 Krystyna Giżowska: Nie było ciebie tyle lat 1985
- LP-075 Anna Wesołowska, Stanisław Firlej: Chopin – Dzieła kameralne
- LP-076 Setrak, Orkiestra Symfoniczna Filharmonii Bałtyckiej pod dyr. Wojciech Rajskiego: Fryderyk Chopin – Koncert fortepianowy e-moll Op. 11
- LP-077 Baden Baden: You Are the One 1985
- LP-078 Setrak, Orkiestra Symfoniczna Filharmonii Bałtyckiej pod dyr. Wojciech Rajskiego: Józef Wieniawski – Koncert fortepianowy g-moll Op. 20
- LP-081 Karol Gołębiowski: Bach – Orgel-Büchlein (1)
- LP-082 Karol Gołębiowski: Bach – Orgel-Büchlein (2)
- LP-083 Ryszard Sygitowicz: Bez grawitacji 1985
- LP-084 Ewa Bem: I co z tego masz 1986
- LP-086 Bajm: Chroń mnie 1986
- LP-087 różni wykonawcy: Dancing Party
- LP-090 Bolter: Więcej słońca 1986
- LP-091 Bobbysocks: Bobbysocks! 1986
- LP-092 Secret Service: Greatest Hits 1986
- LP-093 Karol Gołębiowski: J.S. Bach
- LP-094 Seweryn Krajewski: Baw mnie 1986
- LP-095 Maanam: The Best of... 1986
- LP-096 Julio Iglesias: Libra 1986
- LP-097 Poznański Chór Chłopięcy: Najpiękniejsze Kolędy 1986
- LP-098 różni wykonawcy: Jacek Cygan – Czas nas uczy pogody 1987
- LP-099 Krzysztof Krawczyk: Wstaje nowy dzień 1987
- LP-100 Krystyna Prońko: Subtelna gra 1987
- LP-101 różni wykonawcy: Czterdzieści lat minęło – Piosenki i melodie z seriali TVP i filmów 1987
- LP-102 różni wykonawcy: 5-ka Listy Przebojów Trójki 1987
- LP-103 różni wykonawcy: Przeboje na „Trójkę” 1987
- LP-104 Rezerwat: Serce 1987
- LP-105 Andrzej Zaucha: Piosenki Adama Kreczmara 1986
- LP-106 Kombi: Live 1986
- LP-107 różni wykonawcy: Corinna
- LP-108 Pod Budą: List do świata 1987
- LP-109 Bogdan Czapiewski; Chopin 1987
- LP-110 Modern Talking: In The Middle Of Nowhere
- LP-111 Radiowe Nutki: Radio – dzieciom
- LP-112 Daab: Ludzkie uczucia 1987
- LP-113 Wojciech Skowroński: Jak się bawisz? 1988
- LP-114 Andrzej Zaucha: Stare, nowe, najnowsze 1987
- LP-115 Bolter: Hollywood 1987
- LP-116 String Connection: String Connection 1987
- LP-118 różni wykonawcy: Piosenki Zbigniewa Jaremko 1987
- LP-119 różni wykonawcy: Gwiazdy na dachu 1987
- LP-120 Andrzej Zaucha: Piosenki Antoniego Kopfa 1987
- LP-121 Roy Orbison: The Original Sound Of Roy Orbison
- LP-122 Chuck Berry: Live
- LP-124 Jerzy Sterczyński: Chopin
- LP-125 Piccolo Coro dell’Antoniano: Piccolo Coro w Polsce 1987
- LP-126 Karol Gołębiowski: J.S. Bach
- LP-127 Karol Gołębiowski: J.S. Bach – Fantazje i fugi
- LP-128 Karol Gołębiowski: J.S. Bach – Preludia i fugi
- LP-129 Big Warsaw Band: Summertime – The Best of George Gershwin 1988
- LP-130 różni wykonawcy: Radio nieprzemakalnych 1988
- LP-131 Sztywny Pal Azji: Europa i Azja 1987
- LP-132 Kobranocka: Kobranocka 1988
- LP-133 Billy Idol: Vital Idol
- LP-134 Henryk Wieniawski: Henryk Wieniawski
- LP-135 różni wykonawcy: Bielszy odcień bluesa 1988
- LP-136 Karol Gołębiowski: J.S. Bach – Chorały Lipskie 1-7
- LP-137 Karol Gołębiowski: J.S. Bach – Chorały Lipskie 8-18
- LP-138 Karol Gołębiowski: J.S. Bach
- LP-139 Olivia Molina, Feliz Navidad: Kolędy Ameryki Łacińskiej 1988
- LP-140 Pet Shop Boys: Actually 1988
- LP-141 The Bindlestiffs: The Bindlestiffs 1989
- LP-142 różni wykonawcy: Epoka dla nas 1989
- LP-143 Frank Sinatra: The Radio Years 1988
- LP-144 The Woodentops: Wooden Foot Cops on the Highway 1989
- LP-145 Ziyo: Ziyo 1989
- LP-146 Fatum: Mania szybkości 1989
- LP-147 Wojciech Rajski: Mozart – Symfonie 1990
- LP-148 Formacja Nieżywych Schabuff: Wiązanka melodii młodzieżowych 1989
- LP-149 bajka: W Karzełkowie wielka susza
- LP-150 Wiesława Sós: Wiesława Sós 1989
- LP-151 Twinkle Brothers: Me No You, You No Me
- LP-152 Rayfer Sisters: Gypsy Music
- LP-153 Jacek Skubikowski: Omen 1990
- LP-154 Piccolo Coro dell’Antoniano: Piccolo Coro dell’Antoniano 1989
- LP-155 Setrak, Polska Filharmonia Kameralna pod dyr. Wojciecha Rajskiego: Chopin, Tausig 1990
- LP-156 Setrak, Polska Filharmonia Kameralna pod dyr. Wojciecha Rajskiego: Chopin – Koncert fortepianowy f-moll Op. 21 1990
- LP-159 Big Warsaw Band: Zaprasza do tańca 1990
- LP-160 Jimi Hendrix: Experience
- LP-161 Dragon: Horda Goga 1989
- LP-163 Maciej Pietrzyk: Sierpień ’80 – Piosenki strajkowe 1989
- LP-164 Lombard: Koncert 1989
- LP-165 Jacek Kaczmarski: Mury (reedycja albumu z 1979) 1990
- LP-166 Karol Gołębiowski: J.S. Bach
- LP-167 Karol Gołębiowski: J.S. Bach
- LP-168 Karol Gołębiowski: J.S. Bach
- LP-169 John Travolta: Złote przeboje 1990
- LP-170 Dionne Warwick: Złote przeboje
- LP-171 Barbra Streisand: Greatest Hits... And More
- LP-177 Armia: Legenda 1991
- LP-178 Róże Europy: Radio młodych bandytów 1990

### Single
- SPW-001 Krzysztof Krawczyk: „Return To Sender"/"Put Your Head On My Shoulder”
- SPW-002 Maria Jeżowska: „Żyć do pełna"/"Już nigdy nie dam nabrać się”
- SPW-003 Halina Frąckowiak: „Małe jeziora"/"Pamiętam ciebie z tamtych lat”
- SPW-004 Ewa Kuklińska: „Rebeka"/"Na błysk”
- SPW-005 Kombi: „Przytul mnie"/"Hotel twoich snów”
- SPW-006 Porter Band: „Ain’t Got My Music"/"Garage”
- SPW-007 Vox: „In The Mood"/"Birdland”
- SPW-008 Maanam: „Oddech szczura"/"Karuzela marzeń”
- SPW-009 Janusz Laskowski: „Uśmiech w deszczu"/"Hotel pod dębami”
- SPW-010 Urszula Sipińska: „Chcę wyjechać na wieś"/"Najcichsza pani”
- SPW-011 Maria Jeżowska: „Najpiękniejsza w klasie"/"Deszcze z zielonych lat”
- SPW-012 Baden Baden: „Keep Your Hands Off"/"Alla Ord”
- SPW-013 Halina Frąckowiak: „Mały elf"/"Papierowy księżyc”

### Taśmy szpulowe
- NK-48 Przygody sławetnego Jeronima Wietora/Książka wszystko potrafi
- NK-52 Księżyc nad Świtezią/A...B...C...
- NK-54 Michał i Maja
- NK-59 Nauczycielka/Nie będę powalonym drzewem
- NK-70 Przez krakowski okienko
- NK-71 Złoty wiek
- NK-72 Powrót posła
- NK-74 Giaur
- NK-75 Kordian - bohater romantyczny
- NK-76 Warszawianka
- NK-77 Wojna i Pokój
- NK-79 Bolesław Prus contra Aleksander Głowacki
- NK-80 Kontusz i gorset
- NK-83 Słowa i słówka
- NK-84 Twarze pod maską
- NK-85 Bogumił i Barbara
- NK-86 Chłopi o Chłopach
- NK-88 Burza na Przedwiośniem
- NK-89 Poeta daleki i bliski
- NK-92 Zaklinanie czasu
- NK-93 Widzenie świata
- NK-94 Żywe Odrodzenie
- NK-95 Co nam dałeś pozytywizmie?
- NK-96 Teatr swój widzę ogromny
- NK-97 Płaszcz Konrada
- NK-160 Janusz Laskowski Żółty liść
- NK-163 Jerzy Połomski Złote Przeboje
- NK-165 Czas zaprzeszły, teraźniejszy i przyszły
- NK-166 Melpomena w szkole
- NK-167 Człowiek i niebo
- NK-168 Gloria Gaynor
- NK-169 Teatr Wiliama Szekspira
- NK-170 Hasło - Romantyzm
- NK-171 Młoda Polska
- NK-172 Zofia Nałkowska
- NK-173 Poezja podziemna
- NK-174 Kartoteka
- NK-175 Opowieści biblijne
- NK-176 Quiz
- NK-181 W pierwszych słowach mego listu/Powiedz to inaczej
- NK-183 Spotkanie z poezją
- NK-185 Aleksander Fredro - Zemsta/Rozmowy na drodze
- NK-191 Spotkanie z poezją
- NK-198 Róbcie dzieci to co ja/Muzyka dla... (wszystkich)
- NK-200 Jeden z wielkiej rodziny
- NK-201 Dyć baczę, kumie
- NK-202 Jeden czy miliony?
- NK-203 Aby język giętki
- NK-206 W imieniu własnym czy cudzym
- NK-207 Tak samo czy inaczej
- NK-324 Checie bajkę - oto bajka/Twórca i tworzenie
- NK-326 Na Olimpie i gdzie indziej/Epoka przeciwstawieństw
- NK-327 Baśń - co to takiego?/Czy znasz ty polskie zapusty?
- NK-329 Jakby to powiedzieć?/Zanim ukaże się w kiosku
- NK-331 Słowo - muzyka - obraz/Poeci naszego czasu
- NK-332 Umierające gwary/Dokąd idzie powieść
- NK-344 Nowa koleżanka/Bal karnawałowy
- NK-422 Grażyna/Mowa nie jednym nurtem płynie
- NK-426 Adam Mickiewicz - Dziady-poema
- NK-427 Juliusz Słowacki - Fantazy
- NK-429 Stanisław Wyspiański - Wesele
- NK-433 ... że Polacy nie gęsi/Na miarę czasów
- NK-434 Ma swój styl/Nie potępiać frazesów
- NK-452 Wyprawa/Trębacz z Samarkandy
- NK-469 Spazmy modne (słuchowisko)
- NK-472 Bajki Gdzie jest fortepian/Mój piękny złoty koń
- NK-475 Ludzie bezdomni
- NK-476 Lalka
- NK-478 Iliada
- NK-479 Pigmalion
- NK-481 Przedwiośnie
- NK-482 Kwiaty Polskie
- NK-503 Chopin Olejniczak. Recital chopinowski Janusza Olejniczaka
- NK-518 SHE i inne przeboje światowe
- NK-565 Powszechna Szkoła Średnia język polski – lektury dla klasy II Paluszek/Wróżki/Przygody Filonka Bezogonka
- TN-419 Henryk Debich – taśma z nagraniami Orkiestry Polskiego Radia i Telewizji Łódź
- TN-0247 Powszechna Szkoła Średnia język polski – lektury dla klasy III Stara latarnia/Czuk i Hek
- TN-0248 Powszechna Szkoła Średnia język polski – lektury dla klasy III Strona A – KOLINFIK/Wiersze Strona B – Wiersze/O wytrwałym żołnierzu cynowym
- TN-0271 Kombi Kombi 1981[3]
- TN-0272 Porter Band 1980
- TN-0275 Józef Skrzek 1977−82
- TN-0327 Legendy Polskich Miast
- TN-0321 Ania z Zielonego Wzgórza
- TN-0328 Bajki Mały Książę
- TN-0330 Bajki Kubuś Puchatek
- TN-0333 Baśnie Hans Christian Andersen
- TN-0334 Tańczmy
- TN-0349 Uproszczenia grup spółgłoskowych/Upodobnienia fonetyczne/Akcent w języku polskim/Zasady wymowy

### Kasety magnetofonowe

#### Seria NK
- NK-402 Andrzej Rosiewicz: Zenek Show
- NK-405 Irena Jarocka: Złote przeboje
- NK-409 różni wykonawcy: Szewczyk Dratewka
- NK-411 Skaldowie: Złote przeboje (1978)
- NK-413 Kabaret Dudek: Kabaret Dudek
- NK-416 Maryla Rodowicz: Złote przeboje (1978)
- NK-417 różni wykonawcy: 60 minut na godzinę
- NK-425 różni wykonawcy: Opole '77
- NK-432 różni wykonawcy: Sopot '77
- NK-440 różni wykonawcy: Był taki czas
- NK-443 różni wykonawcy: Polonezem Przez Polskę
- NK-447 Krystyna Prońko: Krystyna Prońko i Koman Band
- NK-448 różni wykonawcy: VII Międzynarodowy Konkurs Skrzypcowy im. H. Wieniawskiego Poznań 1977
- NK-449 różni wykonawcy: VII Międzynarodowy Konkurs Skrzypcowy im. H. Wieniawskiego Poznań 1977
- NK-464 2 plus 1: Złote przeboje
- NK-484 Jonasz Kofta, Stefan Friedmann: Dialogi na cztery nogi. Fachowcy
- NK-485 różni wykonawcy: Złota Tarka – XII Konkurs Jazzu Tradycyjnego Warszawa 19-22 stycznia 1978
- NK-487 różni wykonawcy: 60 minut na godzinę
- NK-488 Elton John: Greatest Hits
- NK-490 The Ritchie Family: The Best Of The Ritchie Family
- NK-491 Polish Folk Music – Opocznianka, Opoczno
- NK-492 Polish Folk Music – Kurpianka, Kadzidło
- NK-493 Polish Folk Music – Twórczość, Nowy Sącz
- NK-494 Polish Folk Music – Holny, Zakopane
- NK-495 Polish Folk Music – Pilsko, Żywiec
- NK-496 Polish Folk Music – Kamionka, Łysa Góra
- NK-497 Polish Folk Music – Cepelia, Poznań
- NK-498 Polish Folk Music – Przepióreczka, Bodzentyn
- NK-499 Polish Folk Music – Podhale, Nowy Targ
- NK-500 Polish Folk Music – Koronka, Bobowa
- NK-501 Polish Folk Music – Koniaków, Koniaków
- NK-502 Orkiestra Rozrywkowa PRiTV W Katowicach: Przeboje Gilberta O’Sullivana
- NK-504 różni wykonawcy: Plebiscyt "Studia Gama" - 1
- NK-505 Marek Grechuta: Złote przeboje
- NK-506 Józef Skrzek: Pamiętnik Karoliny (1979)
- NK-507 różni wykonawcy: Opole 78
- NK-508 Czesław Niemen: Złote przeboje
- NK-509 różni wykonawcy: Plebiscyt "Studia Gama" - 2
- NK-514 różni wykonawcy: Piosenki w tonacji Trójki
- NK-516 różni wykonawcy: Kombi, Krzak, Exodus – Muzyka Młodej Generacji (1979)
- NK-517 różni wykonawcy: Sopot 78
- NK-518 Poznańska Orkiestra Rozrywkowa PR i TV: She I Inne Przeboje Światowe
- NK-519 Arp Life: Z Bezpieczną Szybkością
- NK-520 różni wykonawcy: Plebiscyt "Studia Gama" - 3
- NK-521 Na Jagody / Skąd Się Wzięły Krasnoludki wg Marii Konopnickiej
- NK-522 bajka: Sierotka Marysia
- NK-523 bajka: O królu Błystku i chłopie Skrobku
- NK-524 Ohlsson, Maksymiuk: Chopin Koncert e-moll
- NK-525 Ohlsson, Maksymiuk: Chopin Koncert f-moll
- NK-526 Auracle: Glider
- NK-527 Karel Gott: Złote przeboje
- NK-528 Belle Epoque (1979)
- NK-529 Crash: Crash (1979)
- NK-530 Toczyska, Olejniczak: Chopin Pieśni
- NK-531 Jan Wołek, Wolna Grupa Bukowina: Jan Wołek, Wolna Grupa Bukowina (1979)
- NK-532 Country Family: Clementine (1979)
- NK-533 różni wykonawcy: Plebiscyt "Studia Gama" - 4
- NK-535 Łucja Prus: Łucja Prus dzieciom
- NK-536ab różni wykonawcy: Lato Muminków
- NK-537 Czerwone Gitary: Złote przeboje
- NK-538 różni wykonawcy: Plebiscyt "Studia Gama" - 5
- NK-540 Andrzej Ratusiński: Gershwin. Utwory fortepianowe
- NK-541 Krzysztof Krawczyk: Złote przeboje
- NK-543 SBB: Welcome (1979)
- NK-544 Halina Frąckowiak: Złote przeboje
- NK-545 Jeremi Przybora: Piosenki starszego pana (1979)
- NK-546 Anna Jantar: Złote przeboje
- NK-551 Sława Przybylska: Związek przyjacielski (1979)
- NK-553 Wojciech Młynarski: Złote przeboje (1979)
- NK-554 Orkiestra PRiTV w Łodzi pod dyr. Henryka Debicha: Szerokiej drogi
- NK-555 Janusz Olejniczak: Wolfgang Amadeus Mozart – XXXIV Symfonia C-dur KV. 338, Rondo Koncertowe na fortepian i orkiestrę A-dur KV. 386, Rondo Koncertowe na fortepian i orkiestrę D-dur KV. 382
- NK-557 Bogdan Czapiewski: Fryderyk Chopin – II Sonata b-moll op. 35, 4 mazurki op. 17 (B-dur, e-moll, As-dur, a-moll), Nokturn c-moll op. 48 nr 1, III Scherzo cis-moll op. 39
- NK-562 Esther Philips
- NK 573 różni wykonawcy: Przeboje 35-lecia
- NK-575 różni wykonawcy: Plebiscyt "Studia Gama" - 6
- NK-576 Poznańska Orkiestra Rozrywkowa PRiTV: Od Offenbacha do Strawińskiego
- NK-577 Phillippe Entermont: Franz Schubert – Sonata B-dur op. posth. D.960

#### Seria MC
- MC-0109 Hanna Banaszak: Summertime 1979
- MC-0110 2 plus 1: Irlandzki tancerz 1979
- MC-0111 Kombi: Kombi 1980
- MC-0112 Żanna Biczewska: Rosyjskie pejzaże
- MC-0115 Wings: Wings Greatest 1979
- MC-0116 różni wykonawcy: Plebiscyt "Studia Gama" - 7
- MC-0117 różni wykonawcy: Melodie srebrnego ekranu
- MC-0118 Andrzej Rosiewicz: Godzina z Andrzejem Rosiewiczem
- MC-0119 Ewa Kuklińska: Boutique Disco 1980
- MC-0121 Majka Jeżowska: Jadę w świat 1981
- MC-0125 ABBA: Voulez-Vous
- MC-0126 różni wykonawcy: Plebiscyt "Studia Gama" - 8
- MC-0127 różni wykonawcy: Oh, Harold!
- MC-0128 Shirley Bassey:  The Shirley Bassey Singles Album
- MC-0129 Fryderyk Chopin – Polonezy 1980
- MC-0132 różni wykonawcy: Opole ’80 – Premiery
- MC-0133 różni wykonawcy: Czy nas jeszcze pamiętacie? I – Rock and Roll po polsku
- MC-0134 różni wykonawcy: Czy nas jeszcze pamiętacie? II – Rock and Roll po polsku
- MC-0135 Michael Ponti: XXXIV Festiwal Chopinowski Duszniki Zdrój I 1980
- MC-0136 Michael Ponti: XXXIV Festiwal Chopinowski Duszniki Zdrój II 1980
- MC-0137 różni wykonawcy: Sopot ’80
- MC-0138 Janusz Olejniczak: Antologia miniatury fortepianowej
- MC-0140 różni wykonawcy: Plebiscyt "Studia Gama" - 9
- MC-0141 Kabaret Jeszcze Starszych Panów: Piosenki "Kabaretu Jeszcze Starszych Panów"
- MC-0142 Krzysztof Krawczyk: Good Ol`Rock`n`Roll
- MC-0143 Porter Band: Helicopters 1980
- MC-0145 Paul Badura-Skoda: Recital Fortepianowy
- MC-0146 Krystyna Prońko: 1980 1980
- MC-0150 Jan Ekier: Chopin (Fantazja op. 49, Barkarola op. 60) Ekier
- MC-0152 Urszula Sipińska: W podróży 1981
- MC-0153 różni wykonawcy: Strofy dla Ciebie. Lato z Radiem 1980
- MC-0154 Andrzej i Eliza: Od jutra już...
- MC-0155 Wojciech Gąssowski: Love Me Tender
- MC-0157 Lucy Maud Montgomery: Ania z Zielonego Wzgórza (5 kaset) 1979
- MC-0158 Maanam: Maanam 1981
- MC-0159 Jacek Kaczmarski: Mury 1981
- MC-0160 Janusz Laskowski: Żółty Liść 1980
- MC-0161 różni wykonawcy: Plebiscyt "Studia Gama" - 10
- MC-0162 Irena Santor: Złote przeboje
- MC-0163 Jerzy Połomski: Złote przeboje
- MC-0165 Kaja Danczowska, Janusz Olejniczak: Antologia miniatury skrzypcowej 1983
- MC-0166 Marek & Vacek: Live
- MC-0167 Michael Ponti: Karol Tausig
- MC-0168 Gloria Gaynor: Gloria Gaynor
- MC-0170 Kombi: Królowie życia 1981
- MC-0171 Porter Band: Mobilization
- MC-0172 Wojciech Młynarski: Układanka
- MC-0173 Andrzej Rosiewicz: Dobry interes
- MC-0174 Country Family: 11 Ton 1982
- MC-0180 Marek i Wacek: Marek & Vacek 1984
- MC-0183 William Wolfram: Chopin/IV Ballada f-moll/W. Wolfram
- MC-0186 Marek i Wacek: Live 1981
- MC-0188 Józef Skrzek: Józefina 1981
- MC-0195 Halina Frąckowiak: Serca gwiazd
- MC-0200 różni wykonawcy: Przeboje przebojów – Telewizyjna Lista Przebojów
- MC-0204 Jacek Skubikowski: Jedyny hotel w mieście
- MC-0205 Marek Biliński: Ogród Króla Świtu
- MC-0207 Ryszard Skibiński: Ryszard „Skiba” Skibiński 1951–1983 1984
- MC-0208  Imagination: Imagination
- MC-0209 Krystyna Giżowska: Nie było ciebie tyle lat 1985
- MC-0211 różni wykonawcy: Radiowa Lista Przebojów
- MC-0213 Ryszard Sygitowicz: Bez grawitacji
- MC-0214 Dancing Party
- MC-0215 Bajm: Chroń mnie 1986
- MC-0216 różni wykonawcy: Radiowa Lista Przebojów
- MC-0217 różni wykonawcy: Przeboje przebojów – Telewizyjna Lista Przebojów
- MC-0218 Bolter: Więcej Słońca
- MC-0219 Secret Service: Greatest Hits 1986
- MC-0220 Bobbysocks: Bobbysocks
- MC-0221 różni wykonawcy: Powtórka z rozrywki
- MC-0223 Kombi: 10 Years – The Best Of Kombi – Live 1986
- MC-0224 Rezerwat: Serce 1987
- MC-0225 różni wykonawcy: 5-ka Listy Przebojów Trójki 1987
- MC-0226 różni wykonawcy: Przeboje Na "Trójkę"
- MC-0227 Hubert Antoszewski, Zygmunt Kęstowicz: Pankracy i Jego Pan Śpiewają
- MC-0229 Piccolo Coro dell’Antoniano: Piccolo Coro dell’Antoniano pod dyrekcją Mariele Ventre 1987
- MC-0232 różni wykonawcy: Antystres 1986
- MC-0236 Daab: Ludzkie uczucia 1988
- MC-0237  Alan Michael: Alan Michael
- MC-0238 Anna Rumińska: Wzdłuż Wisły 1989
- MC-0239 Piccolo Coro dell’Antoniano: Piccolo Coro dell’Antoniano pod dyrekcją Mariele Ventre 1989
- MC-0240 Marylin Monroe: Marylin Monroe
- MC-0241 Maciej Pietrzyk: Sierpień 80
- MC-0243 Dragon: Horda Goga 1989
- MC-0244 Lombard: Koncert 1989
- MC-0246 Barbra Streisand: Greatest Hits... And More 1989
- MC-0247 Roy Orbison The Original Sound
- MC-0248 KSU: Ustrzyki 1990
- MC-0249 Gloria Estefan: Cuts Both Ways
- MC-0250 różni wykonawcy: Kulfon, co z ciebie wyrośnie?
- MC-0253/1 Ewa Demarczyk: Live 1
- MC-0253/2 Ewa Demarczyk: Live 2
- MC-0254 Armia: Legenda 1991
- MC-0255 Jimi Hendrix: Experience
- MC-0256/1-2 Mariane Lindquist, Małgorzata Stypińska: På Svenska
- MC-0257 Róże Europy: Radio młodych bandytów 1991
- MC-0266 Andrzej Zaucha: Stare, nowe i najnowsze 1991
- MC-0267 Dziecięcy Zespół Radiowy Chochliki, Radiowe Nutki: Śpiewają Radiowe Nutki Chochliki
- MC-0268/0269/0270 BOX Różni wykonawcy: Hity ze starej płyty 1991
- MC-0271 Genowefa Pigwa: Wesele w Napierstkowie
- MC-0272 Elektryczne Gitary: Wielka radość 1992
- MC-0273 Bajki Mojej Mamy: – Iskierki
- MC-0274 różni wykonawcy: Miłość w piosence 1
- MC-0275 różni wykonawcy: Miłość w piosence 2
- MC-0276 różni wykonawcy: Miłość w piosence 3
- MC-0277 różni wykonawcy: Miłość w piosence 4
- MC-0278 różni wykonawcy: Miłość w piosence 5
- MC-0279 różni wykonawcy: Tańczymy!
- MC-0281 różni wykonawcy: Tańczymy – Tańce klasyczne
- MC-0283 Marlene Dietrich: Marlene Dietrich Live Warschau 1966
- MC-0285 różni wykonawcy: Kolędy i pastorałki
- MC-0286 Janusz Olejniczak: Miniatury
- MC-0287 Iwona Niedzielska, Janko Muzykand Bend: Tańczmy – Bawmy się
- MC-288 różni wykonawcy: To nam zostało z tych lat. "Czy możesz mi pożyczyć" Piosenki kryzysowe 1993
- MC-289 różni wykonawcy: To nam zostało z tych lat. "Raz koniaczek raz buziaczek" Piosenki bankietowe 1993
- MC-290 różni wykonawcy: To nam zostało z tych lat. "Warszawa-Lwów-Władywostok" Kuplety warszawskie lwowskie, i rosyjskie 1993
- MC-0291 Ryszard Poznakowski, Jarosław Kukulski: Złote przeboje – W rytmie Disco 1993
- MC-0295 GO ON: Każdą chwilą 1993
- MC-0296 The End: The End 1993
- MC-0304 Irena Santor: Złote przeboje 2
- MC-0305 Monika Borys: Złote przeboje
- MC-0306 Anna Jantar: Złote przeboje 2 1994

### Kasety bez numeru wydawniczego
- różni wykonawcy: Muzyka taneczna
- różni wykonawcy: På svenska Załącznik dźwiękowy do podręcznika PWN. Część 1, 2 i 3.
- różni wykonawcy: Opole '76

### Płyty CD
- WCD-001 Orkiestra Symfoniczna Filharmonii Bałtyckiej Chopin-Tausig-Józef Wieniawski 1988[4]
- WCD-002 Wojciech Rajski: Mozart Symfonie 1 1988
- WCD-003 Janusz Olejniczak: Chopin
- WCD-005 różni wykonawcy: Gwiazdy na dachu
- WCD-006 Marek i Wacek: Marek & Vacek 1989
- WCD-007 Krystian Zimerman, Kaja Danczowska: Mozart Sonaty 1990
- WCD-008 Wojciech Rajski: Mozart Divertimenti 2 1990
- WCD-012 George Gershwin: The Man I Love
- WCD-013 Marek i Wacek: In memoriam 1992
- WCD-014 Róże Europy: Radio młodych bandytów 1991
- WCD-015 Ewa Demarczyk: Live 1992
- WCD-016 różni wykonawcy: Czy nas jeszcze pamiętacie? – Retro Dance 1992
- WCD-017 różni wykonawcy: Czy nas jeszcze pamiętacie? – Retro Dance 2 1992
- WCD-018/1-2 Stanisław Moniuszko: Straszny dwór
- WCD-019 różni wykonawcy: Tańczymy
- WCD-020 Daab: Ludzkie uczucia 1993
- WCD-024 różni wykonawcy: Dinozaury 1993
- WCD-026 Irena Santor: Złote przeboje 1994
- WCD-027 Anna Jantar: Złote przeboje 1994
- WCD-030 Jerzy Połomski: Bóg się rodzi – Kolędy tradycyjne
- WCD-039 różni wykonawcy: Niezapomniane przeboje polskiego rocka 80 vol. 1